# Rozálka

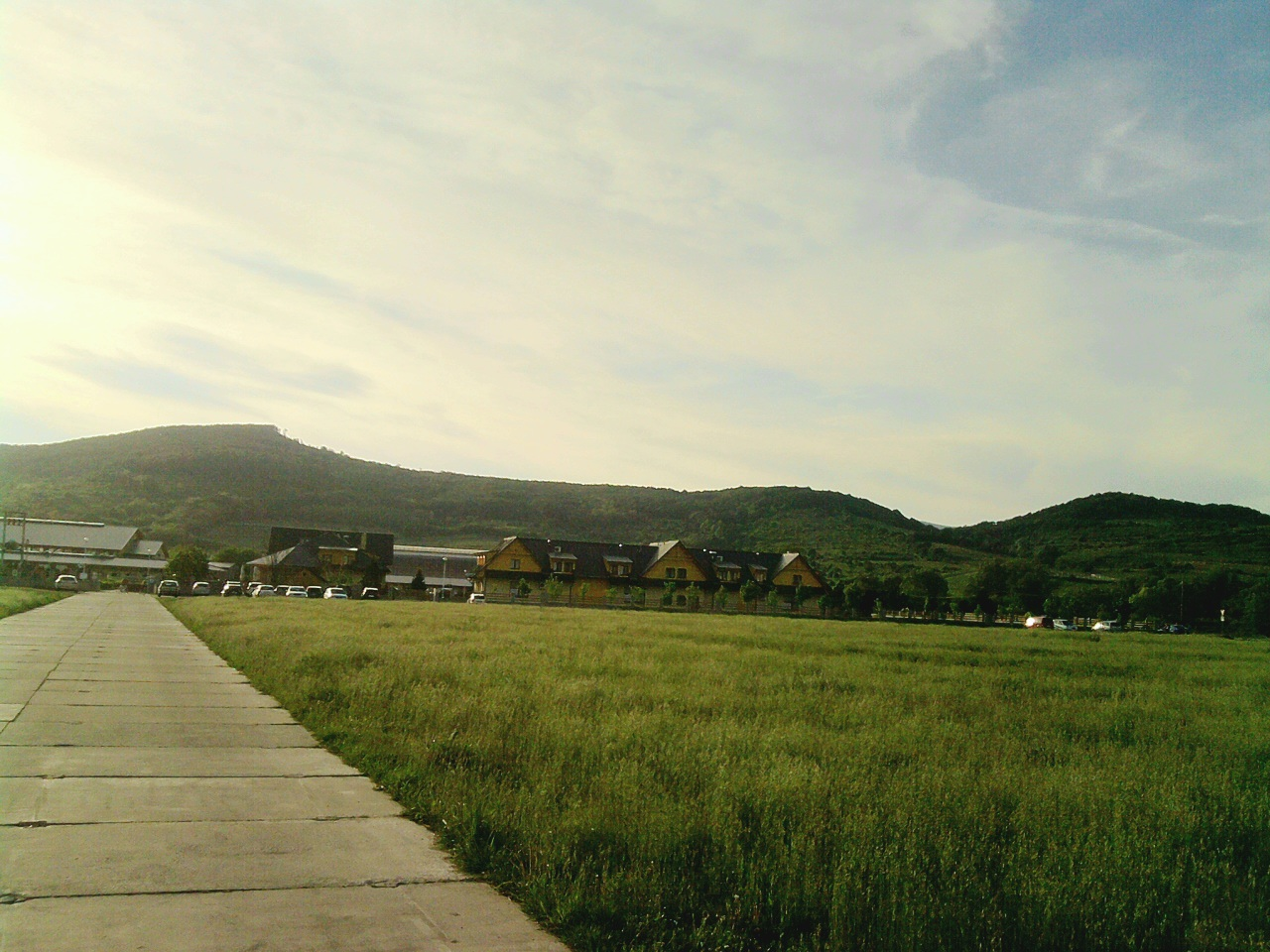
Recinto de Salud Rozálka con prado

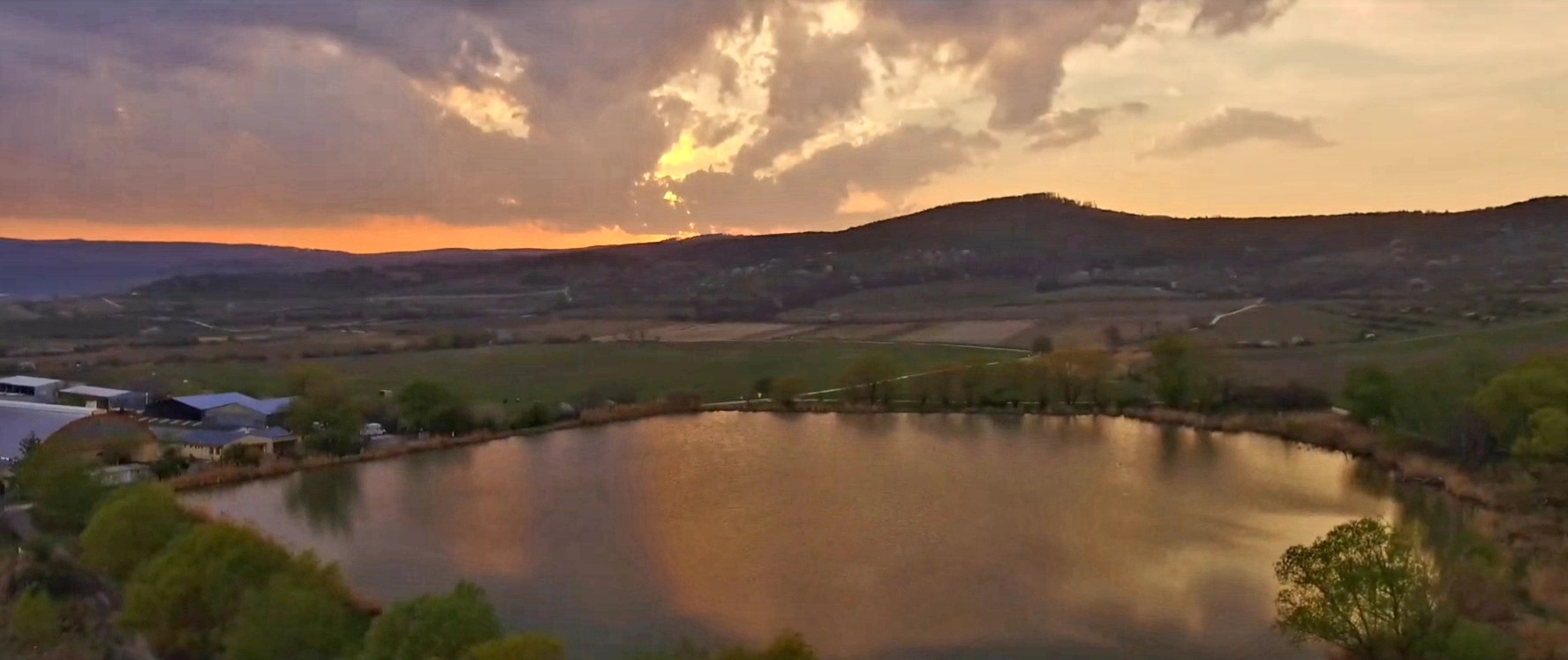
Reserva de agua

Rozálka (AFI: 'rɔzaːlka; coloquialmente Kejda) es una calle y parte de la ciudad de Pezinok. Lleva el nombre de Capilla de Santa Rosalía (en eslovaco: Kaplnka svätej Rozálie), que se encuentra aquí. El nombre «Kejda» fue acuñado por los habitantes en el pasado, porque estiércol de vacas se exportaba a la reserva de agua local
También se encuentra aquí una gran pradera, que antiguamente, junto con el lugar donde se ubica la zona ecuestre, servía como zona de aterrizaje para aviones más pequeños.[cita requerida]
Desde 2018, el número 7 alberga un estadio de invierno llamado Aréna Pezinok.
En el número 9 se encuentra el Recinto de Salud Rozálka (en eslovaco: Areál zdravia Rozálka) con una zona ecuestre, donde se celebran diversas competiciones ecuestres.